# Ricardo Zonta
Ricardo Zonta va ser un pilot de curses automobilístiques brasiler que va arribar a disputar curses de Fórmula 1.
Va néixer el 23 de març del 1976 a Curitiba, Brasil.

## A la F1
Ricardo Zonta va debutar a la primera cursa de la temporada 1999 (la 50a temporada de la història) del campionat del món de la Fórmula 1, disputant el 7 de març del 1999 el G.P. d'Austràlia al circuit de Melbourne.
Va participar en un total de trenta-vuit curses puntuables pel campionat de la F1 disputades en quatre temporades no consecutives (1999 - 2001 i 2004) aconseguint una sisena posició com millor classificació en una cursa (en tres ocasions), i assolí tres punts vàlids pel campionat del món de pilots.
També va ser el tercer pilot de Toyota F1 la temporada 2005.

## Resultats a la Fórmula 1
| Any  | Equip                          | Xassís | Motor    | 1       | 2       | 3      | 4       | 5     | 6       | 7       | 8       | 9       | 10      | 11      | 12      | 13      | 14     | 15      | 16      | 17      | 18     | 19  | Posició | Punts |
| ---- | ------------------------------ | ------ | -------- | ------- | ------- | ------ | ------- | ----- | ------- | ------- | ------- | ------- | ------- | ------- | ------- | ------- | ------ | ------- | ------- | ------- | ------ | --- | ------- | ----- |
| 1999 | Red Bull Sauber Petronas       | Sauber | Petronas | AUS Ret | BRA NVS | SMR    | MON     | ESP   | CAN Ret | FRA 9   | GBR Ret | AUT 15  | ALE Ret | HUN 13  | BEL Ret | ITA Ret | EUR 8  | MAL Ret | JAP 12  |         |        |     | -       | 0     |
| 2000 | Lucky Strike Reynard BAR Honda | BAR    | Honda    | AUS 6   | BRA 9   | SMR 12 | GBR Ret | ESP 8 | EUR Ret | MON Ret | CAN 8   | FRA Ret | AUT Ret | ALE Ret | HUN 14  | BEL 12  | ITA 6  | USA 6   | JAP 9   | MAL Ret |        |     | 14è     | 3     |
| 2001 | Benson & Hedges Jordan Honda   | Jordan | Honda    | AUS     | MAL     | BRA    | SMR     | ESP   | AUT     | MON     | CAN 7   | EUR     | FRA     | GBR     | ALE Ret | HUN     | BEL    | ITA     | USA     | JAP     |        |     | -       | 0     |
| 2004 | Panasonic Toyota Racing        | Toyota | Toyota   | AUS     | MAL     | BAH    | SMR     | ESP   | MON     | EUR     | CAN     | USA     | FRA     | GBR     | ALE     | HUN Ret | BEL 10 | ITA 11  | XIN Ret | JAP     | BRA 13 |     | -       | 0     |
| 2005 | Panasonic Toyota Racing        | Toyota | Toyota   | AUS     | MAL     | BAH    | SMR     | ESP   | MON     | EUR     | CAN     | USA NVS | FRA     | GBR     | ALE     | HUN     | TUR    | ITA     | BEL     | BRA     | JAP    | XIN | -       | 0     |

### Resum
| Curses: | Victòries: | Pòdiums: | Poles: | Voltes ràpides: | Punts: |
| ------- | ---------- | -------- | ------ | --------------- | ------ |
| 38 (36) | 0          | 0        | 0      | 0               | 3      |